# ضريح أغسطس

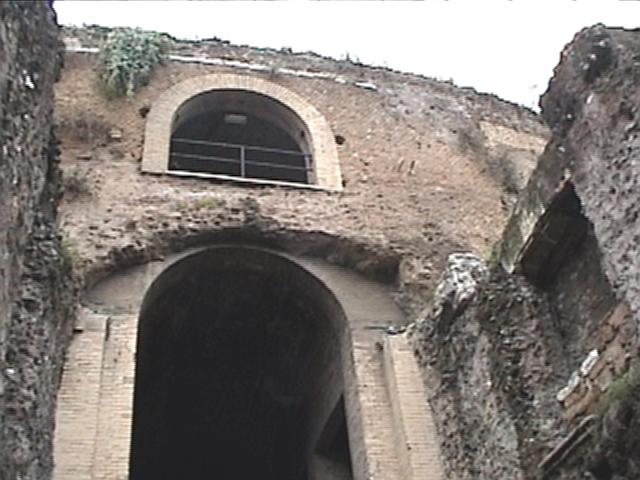
المدخل إلى ضريح أغسطس.

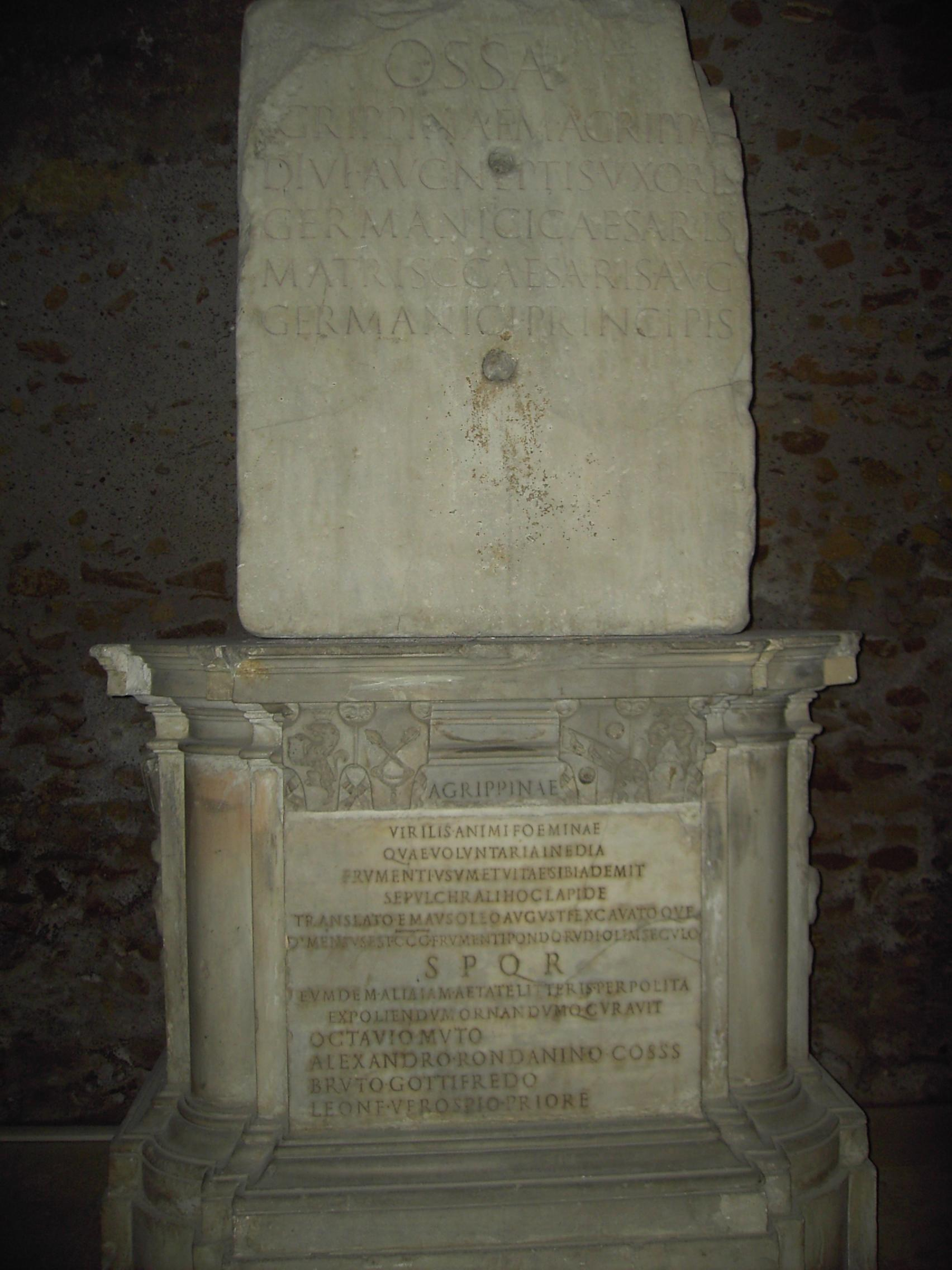
جرة رماد لـ أغريبينا والتي تقع الآن في قصر دي كونسيفتوري في متحف كاتيبولين (Capitoline Museums) بالقرب من تابيليروم (Tabularium).

ضريح أغسطس ((بالإيطالية: Mausoleo di Augusto)‏) هي مقبرة كبيرة بناها الإمبراطور الروماني أغسطس في 28 ق.م في كامبيوس مارتيوس (Campus Martius) في روما، إيطاليا. يقع الضريح في ساحة أغسطس الإمبيراتور (Piazza Augusto Imperatore)، بالقرب من الزاوية مع فيا دي ريبيتا (Via di Ripetta) حيث يمتد على طول نهر التيبر. تغطي الأراضي مساحة تعادل عددًا قليلاً من مباني المدينة، وتقع بين كنيسة سان كارلو آل كورسو (San Carlo al Corso) ومتحف آرا باسيس (Ara Pacis). الضريح حاليا في عملية ترميم مع تاريخ انتهاء متوقع في أبريل 2019، والذي سُيفتح بعدها للجمهور.

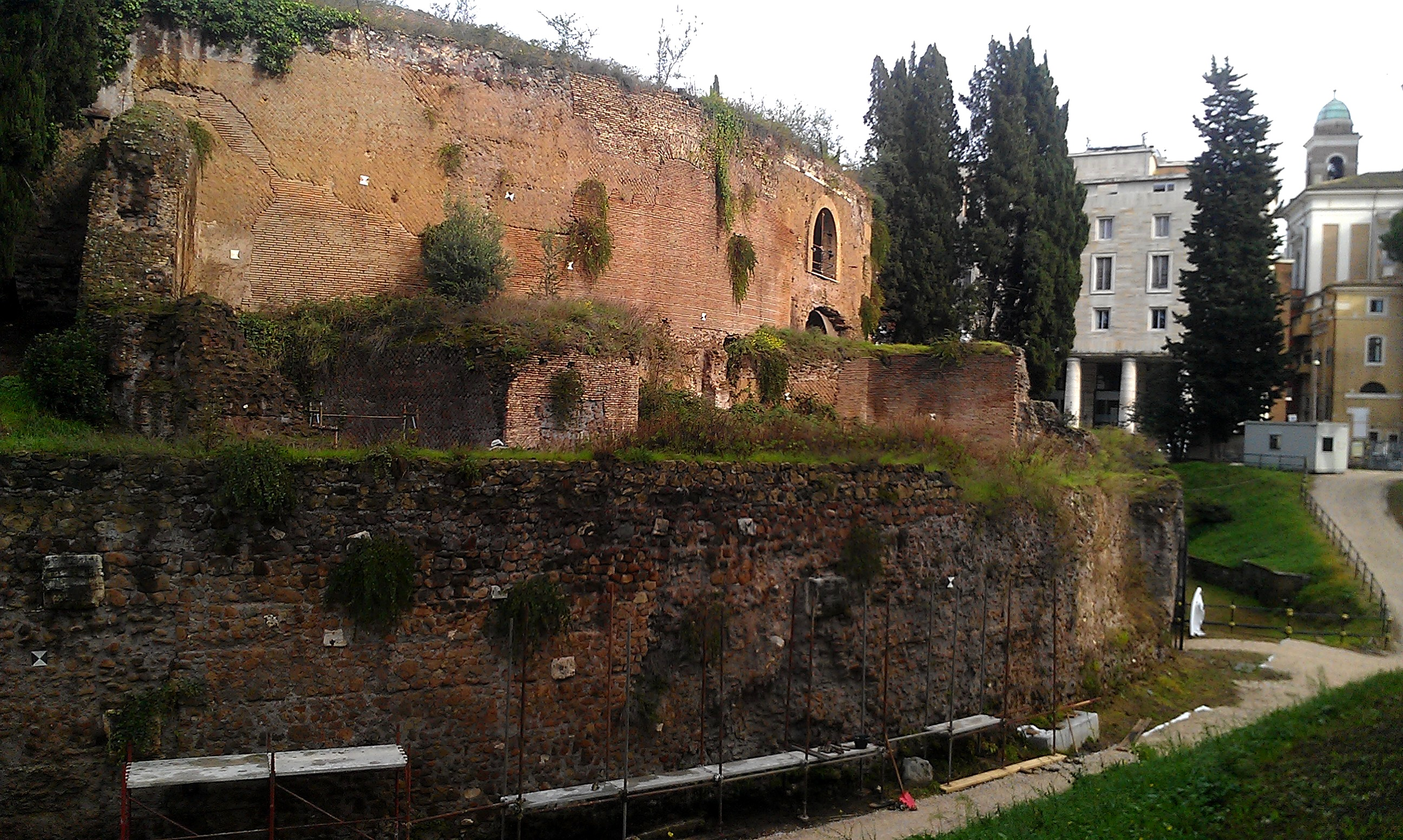
جانب الضريح